# NGC 4944
NGC 4944 (другие обозначения — UGC 8167, MCG 5-31-118, ZWG 160.124, PGC 45133) — галактика в созвездии Волосы Вероники.
Этот объект входит в число перечисленных в оригинальной редакции «Нового общего каталога».
В галактике вспыхнула сверхновая SN 1973F, её пиковая видимая звездная величина составила 16,2.